# Joaquín de San Martín
El coronel Joaquín de San Martín (Comayagua, provincia de Comayagua, Capitanía general de Guatemala, Virreinato de Nueva España, Imperio Español, 1770-Hacienda Amayo, El Salvador, 1854) fue un militar y político centroamericano. En dos ocasiones, jefe de Estado de El Salvador (1832, 1833-1834), cuando este país era parte de la República Federal de Centroamérica.

## Biografía
Nació en el seno de una familia criolla terrateniente, establecida en el sur de Honduras. En su juventud sirvió en el ejército colonial español, llegando a alcanzar el rango de Teniente, en el Regimiento de Dragones de Yoro. Retirado del servicio militar, desempeñó cargos en el gobierno de la Colonia, como secretario de la Alcaldía Mayor de Tegucigalpa y subdelegado de Hacienda en la ciudad de Nacaome.
Trasladó su residencia a la localidad salvadoreña de Chalatenango en 1819, en cuyas cercanías tenía varias haciendas dedicadas al cultivo de añil. Luego de la independencia de Centroamérica, fue elegido diputado a la Legislatura estatal de El Salvador, en 1824, en representación de los distritos de Chalatenango y Tejutla. 
Sirvió entre 1826 y 1829 en el ejército salvadoreño, ganando el ascenso de Coronel. En abril de 1832 fue designado Vicejefe del Estado de El Salvador. Como tal encabezó provisionalmente el gobierno, desde el 13 de mayo hasta el 25 de julio de 1832, entregando el mando en esa fecha, al jefe de Estado electo, Mariano Prado. 
Habiendo estallado el levantamiento de los indígenas nonualcos en el sur del país, encabezado por Anastasio Aquino, el jefe Prado depositó el poder en manos del vicejefe San Martín, el 9 de febrero de 1833. San Martín nombró al capitán Ramón Belloso, para que encabezara las tropas destinadas a sofocar la insurrección indígena. Los nonualcos fueron vencidos y su caudillo fue ejecutado. 
El 1 de julio de 1833, el Congreso del Estado, reconoció a San Martín como Jefe Supremo de El Salvador, teniendo como vicejefe al Coronel Lorenzo González. Como San Martín simpatizaba con el partido conservador, declaró la secesión del territorio salvadoreño de la Federación Centroamericana, a principios de 1834. El presidente federal, el liberal Francisco Morazán invadió el Estado y derrotó a San Martín en la batalla de Jiboa (23 de junio de 1834) deponiéndolo de su cargo y enviándolo al destierro en México.
En 1840, de regreso en El Salvador, San Martín fue elegido diputado al Congreso Constituyente del Estado. En dicha asamblea (que declaró la definitiva separación de El Salvador de la Federación), San Martín se desempeñó como vicepresidente. 
Su hijo, José María San Martín, también fue jefe de Estado de El Salvador. 

### Muerte
Retirado de la vida pública, Joaquín de San Martín murió por consecuencia de una enfermedad aguda a los 84 años de edad en la Hacienda Amayo, cerca de Chalatenango, el 29 de noviembre de 1854, a las 2 de la tarde.